# NAMC YS-11
Dimensions
Le NAMC YS-11 est un avion de ligne bimoteur construit à la demande du gouvernement japonais par un consortium d’entreprises japonaises baptisé Nihon Aircraft Manufacturing Corporation. C'est le seul avion de ligne produit au Japon entre la Seconde Guerre Mondiale et les années 2010 (le Mitsubishi SpaceJet fait son premier vol en 2015).

## Historique
Le programme du premier avion de ligne conçu au Japon depuis la Seconde Guerre mondiale a été initié par le Ministère japonais de l'Économie, du Commerce et de l'Industrie en 1954, l'avion a été testé pour la première fois en 1962 et sa production a cessé en 1974. Le programme devait relancer une industrie aéronautique nationale qui, après avoir été totalement dévastée à l'issue de la seconde guerre mondiale, commençait à réapparaître à travers des activités de maintenance principalement.
L'objectif est de disposer d'un avion court-courier, capable de remplacer les Douglas DC-3 utilisés en grand nombre au Japon et ailleurs. Le Vickers Viscount premier avion de ligne à turbopropulseur au monde, sert en quelque sorte d'élément de référence : les Japonais comptent produire un avion ayant une capacité proche de celle du Viscount, mais plus économique, car se contentant de deux moteurs. La société NAMC est créée pour coordonner le programme, mais n'a qu'une activité commerciale et financière, les activités industrielles étant menées chez ses actionnaires : Mitsubishi Heavy Industries, Kawasaki Heavy Industries, Subaru (entreprise), Fuji Heavy Industries et ShinMaywa.
112 YS-11 étaient en service en 1994.
Le dernier de transport en service dans la force aérienne japonaise a été retiré le 29 mai 2017 et depuis exposé dans le musée de l’aviation de l'aéroport de Nagoya. En 2023, deux de guerre électronique sont encore en activité.
Un seul appareil civil est encore enregistré en juillet 2018.

## Galerie

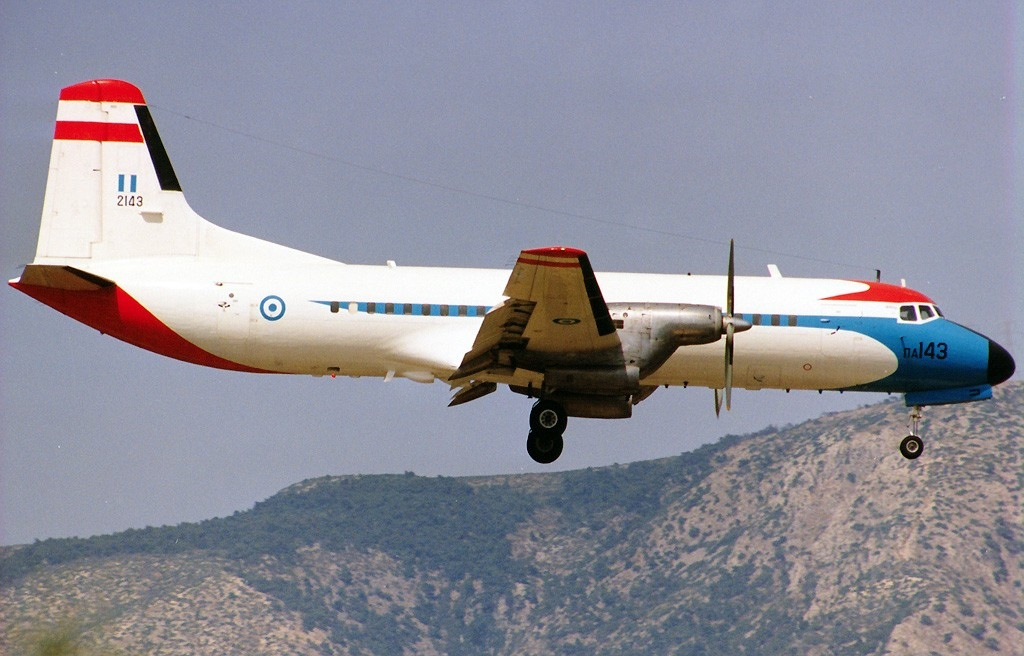
NAMC YS-11A de la Force aérienne grecque en 1993
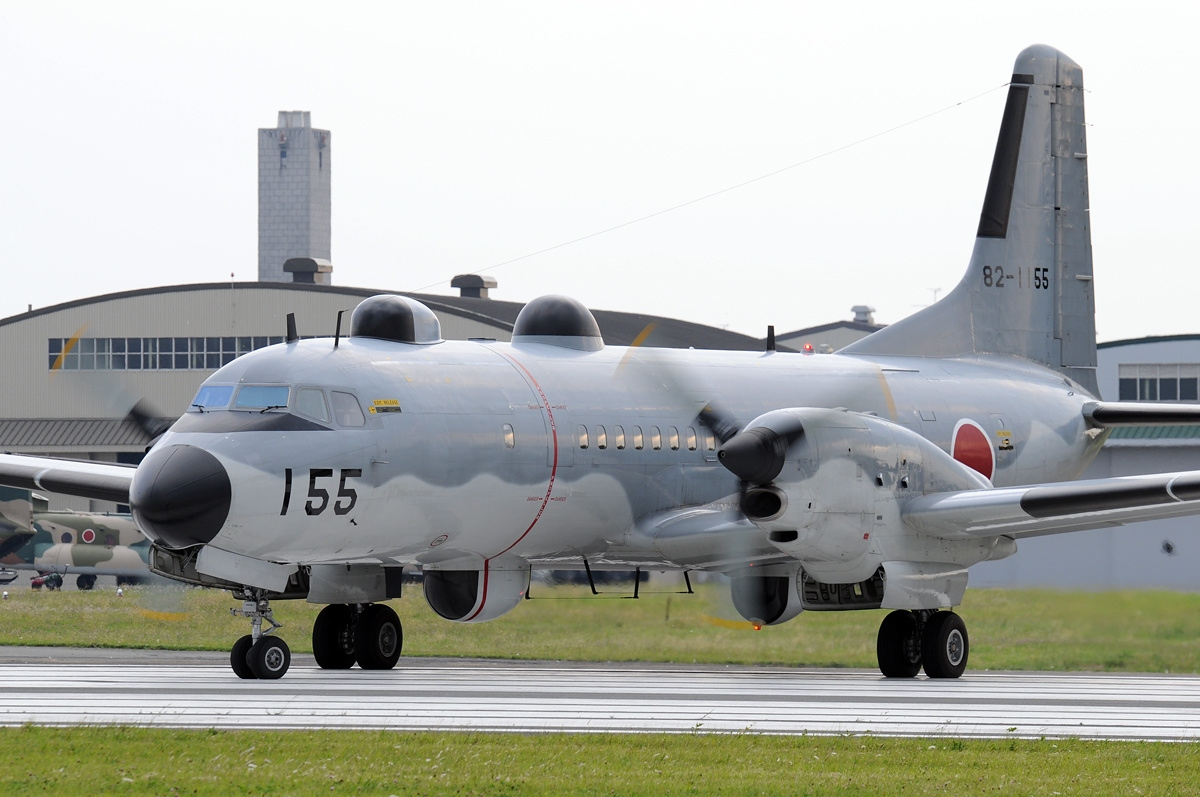
NAMC YS-11EB de guerre électronique de la Force aérienne d'autodéfense japonaise
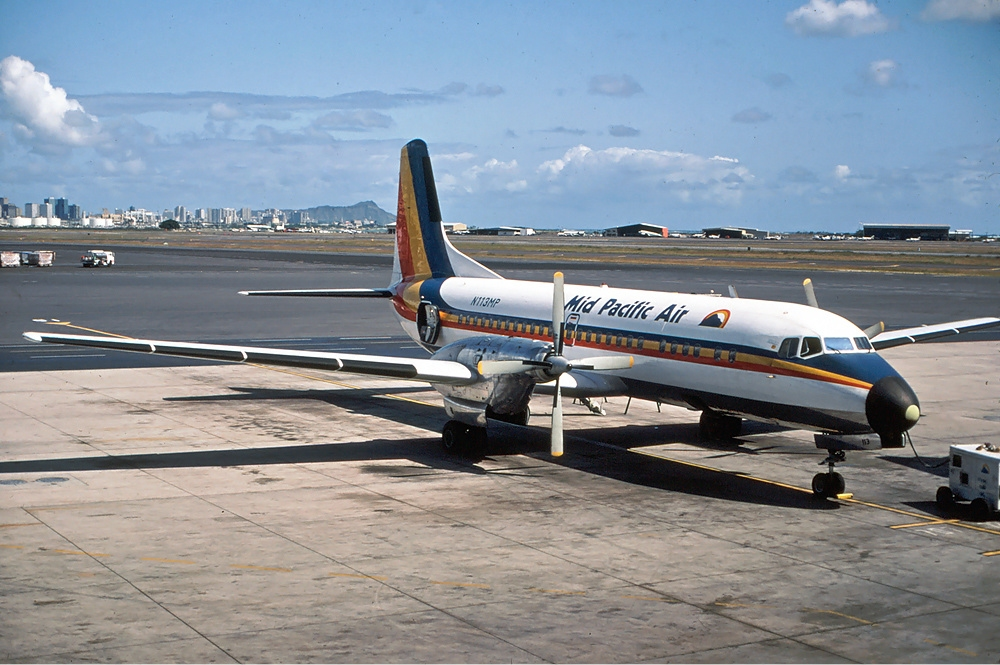
Mid Pacific Air NAMC YS-11A-659 à l'Aéroport international d'Honolulu (Hawaii, 1982)